# Ghiacciaio Socks
Il ghiacciaio Socks è un ghiacciaio tributario lungo circa 12 km situato sulla costa di Shackleton, all'interno della regione sud-occidentale della Dipendenza di Ross, nell'Antartide orientale. Il ghiacciaio, il cui punto più alto si trova a circa 1000 m s.l.m., fluisce in direzione est partendo dal versante orientale di un altopiano posto ai piedi del monte Bishop, nei monti della Regina Alessandra, e scorrendo a fianco del versante settentrionale dei colli Owens fino a unire il proprio flusso quello del ghiacciaio Beardmore.

## Storia
Il ghiacciaio Socks è stato scoperto durante la spedizione Nimrod (conosciuta anche come spedizione antartica britannica 1907-09), condotta dal 1907 al 1909 e comandata da Ernest Henry Shackleton, e così battezzato in onore di uno dei pony della squadra della spedizione che tentò di raggiungere il Polo Sud. Socks sopravvisse al viaggio ma morì il 7 dicembre 1908, precipitando in un crepaccio sul ghiacciaio Beardmore, nei pressi del ghiacciaio che oggi porta il suo nome.